# Team Sleep (album)
| Recensione | Giudizio |
| ---------- | -------- |
| AllMusic   |          |
| Pitchfork  | 6.1      |

Team Sleep è il primo album in studio del gruppo musicale statunitense omonimo, pubblicato il 9 maggio 2005 dalla Maverick Records.

## Tracce
1. Ataraxia – 3:17 (Chino Moreno, Rick Verrett, C-Minus)
2. Ever (Foreign Flag) – 2:52 (Todd Wilkinson, Crook, Chino Moreno)
3. Your Skull Is Red – 3:42 (Chino Moreno, Todd Wilkinson, Zach Hill, Dan Elkan, Rick Verrett)
4. Princeton Review – 5:09 (Rob Crow, Todd Wilkinson, Crook)
5. Blvd. Nights – 3:08 (Chino Moreno, Todd Wilkinson, Zach Hill)
6. Delorian – 1:34 (Todd Wilkinson, Crook)
7. Our Ride to the Rectory – 4:41 (Chino Moreno, Todd Wilkinson, Crook, Rob Crow)
8. Tomb of Liegia – 4:56 (Mary Timony, Crook, Todd Wilkinson)
9. Elizabeth – 3:47 (Chino Moreno, Todd Wilkinson, Zach Hill, Rick Verrett)
10. Staring at the Queen – 3:05 (Crook, Todd Wilkinson)
11. Ever Since WWI – 3:30 (Rob Crow, Todd Wilkinson, Zach Hill, Rick Verrett)
12. King Diamond – 3:45 (Crook, Chino Moreno, Mary Timony)
13. Live from the Stage – 5:30 (Chino Moreno, Todd Wilkinson, Zach Hill)
14. Paris Arm – 1:43 (Crook, Todd Wilkinson)
15. 11/11 – 3:18 (Rob Crow, Todd Wilkinson, Crook)

Tracce bonus nell'edizione LP
1. Let's Go (feat. Mary Timony)
2. Kool Aide (feat. Mike Patton)

## Formazione
Hanno partecipato alle registrazioni, secondo le note di copertina:
Gruppo
- Chino Moreno – voce (eccetto tracce 4, 6, 8-10, 14), chitarra (tracce 2, 5 e 13), pianoforte e tastiera (traccia 8)
- Todd Wilkinson – chitarra acustica (traccia 1), chitarra (eccetto tracce 1 e 12), tastiera (tracce 3, 4 e 9), basso (tracce 4, 9 e 11)
- Rick Verrett – basso (tracce 1, 5, 7, 13 e 15), chitarra (traccia 1), tastiera (tracce 1, 3, 4, 5, 7 e 12)
- Crook – drum machine (tracce 2, 4, 6-8, 10-12, 15), giradischi (tracce 4-6, 8, 10, 12, 14 e 15), tastiera (tracce 6, 10 e 14)
- Zach Hill – batteria (tracce 3-5, 7, 9, 11, 13 e 15), pianoforte (traccia 3), grancassa e xilofono (traccia 11)

Altri musicisti
- DJ C-Minus – drum machine (traccia 1)
- Greg Wells – pianoforte (traccia 2)
- Dan Elkan – chitarra (traccia 3)
- Sonny Mayugba – chitarra (traccia 5)
- Rob Crow – voce (tracce 4, 7, 9 e 15)
- Mary Timony – voce (tracce 8 e 12)

Produzione
- Team Sleep – produzione (tracce 1, 3, 5, 6, 10, 13 e 14)
- Greg Wells – produzione (tracce 2, 4, 7, 9, 11 e 15)
- Ross Robinson – produzione (tracce 5 e 13)
- Terry Date – produzione (tracce 8 e 12)

## Classifiche
| Classifica (2005) | Posizione massima |
| ----------------- | ----------------- |
| Francia           | 160               |